# My First Story
My First Story (estilizado como MY FIRST STORY o MFS) es una banda  japonesa de rock formada en Shibuya (Tokio) en 2011. Consiste[¿cuándo?]  del vocalista Hiroki Moriuchi, el guitarrista Teruki Nishizawa, el bajista Nobuaki Katou y el baterista Shouhei Sasaki. Su álbum debut, titulado My First Story (lanzado en 2012), captó la atención del público y los impulsó a encabezar los principales festivales de música.
Su cuarto álbum de estudio, Antithese (2016), alcanzó el número cuatro en el Oricon (lista japonesa) y les consiguió su primer concierto en el Nippon Budokan, frente a 12.000 personas.

## Historia del grupo
Varios de sus títulos se han utilizado como créditos de anime :
- SAVIOR OF SONG con nano se utilizó como apertura de Arpeggio of Blue Steel .
- Fukagyaku Replace se utilizó como final del Concierto de Nobunaga .
- Reimei en colaboración con Sayuri se utilizó como apertura de la segunda temporada de Golden Kamui.
- King & Ashley es la apertura de la adaptación del manga Kengan Ashura transmitida en Netflix.
- Mugen y Tokoshie son los temas utilizados como tema de apertura y cierre de la cuarta temporada de Kimetsu no Yaiba siendo estos temas interpretados en conjunto con Hyde, vocalista de L'Arc~en~Ciel.

## Miembros
Miembros actuales
- Hiroki «Hiro» Moriuchi, voz (2011-presente)
- Teruki «Teru» Nishizawa, guitarra rítmica (2011-presente)
- Nobuaki «Nob» Katou, bajo (2011 - presente)
- Shouhei «Kid'z» Sasaki, batería (2016 - presente)

Miembros anteriores
- Sho Tsuchiya, guitarra principal, líder de la banda (2011-2015)

- Masaki «Masack» Kojima, batería (2011-2016)

## Discografía

### álbumes de estudio
- 2012 : MY FIRST STORY
- 2013 : The Story is my Life
- 2014 : Kyogen NEUROSE
- 2016 : Antitesis
- : Todas las pistas principales (miniálbum)
- : Todas las pistas secretas (miniálbum)

### Individual
- 2013 : Saishuukai STORY
- 2014 : Black Rail
- 2014 : Fukagyaku Replace

- Datos: Q25058
- Multimedia: My First Story / Q25058